# 도가노역
도가노역(일본어: 斗賀野駅)은 일본 고치현 다카오카군 사카와정에 위치한 시코쿠 여객철도 도산 선의 철도역이다. 역 번호는 K15이며 상대식 승강장 2면 2선의 구조를 갖춘 지상역이다.

## 타는 곳
| 1 | ■ 도산 선 | (상행) | 이노 · 고치 · 도사야마다 방면 |
| 2 | ■ 도산 선 | (하행) | 스사키 · 구보카와 방면        |

## 역 주변
- 사카와 정립 도가노 소학교

## 역사
- 1924년 3월 30일 : 국유 철도의 역으로서 개업. 여객 · 화물영업을 개시.
- 1942년 7월 6일 : 도사 석탄 공업 오다이라야마 광산 전용선이 운용개시 인가.
- 1960년 6월 28일 : 차급 화물의 취급 범위를, 전용선 발착의 것으로 한정.
- 1969년 10월 1일 : 하물 (수하물 · 소하물)의 배달 취급을 폐지.
- 1970년 6월 1일 : 소량 화물의 취급을 폐지. 이것에 의해, 이 역에서 취급만을 여객 · 수하물 · 소하물과 전용선 발착의 차급화물만으로 되었다.
- 1984년 2월 1일 : 하물의 취급을 폐지.
- 1987년 4월 1일 : 일본국유철도 분할 민영화에 의해, 시코쿠 여객철도와 일본화물철도가 승계.
- 1992년 10월 1일 : 일본화물철도의 역이 폐지.
- 2010년 10월 1일 : 무인화.

## 인접 역
| 시코쿠 여객철도 도산 선          | 시코쿠 여객철도 도산 선 | 시코쿠 여객철도 도산 선 |
| -------------------------------- | ----------------------- | ----------------------- |
| K 14 에리노노 다도쓰 · 고치 방면 | 도산 선                 | 아소 K 16 구보카와 방면 |